# シーオブクラス
シーオブクラス（英:Sea of Class）は、イギリスの競走馬。主な勝ち鞍に2018年アイリッシュオークス、ヨークシャーオークスがある。

## 戦績
2018年4月18日ニューマーケット競馬場の未勝利戦に1番人気でデビューしたが、Ceilidhs Dreamのクビ差2着に惜敗する。その後、格上挑戦で5月19日の準重賞フィリーズトライアルステークスはのちにベルモントオークスインビテーショナルステークスを制することになるアテナに2馬身差をつけて初勝利を挙げると、続く準重賞アビンドンステークスも1番人気にこたえ快勝する。そしてG1初挑戦となったアイリッシュオークスでは最後方追走から直線で大外から鋭く伸び、粘るフォーエヴァートゥゲザーをクビ差交わして優勝しGI初制覇を飾る。8月23日のヨークシャーオークスは最後方追走から直線で前に行く馬を一気に交わして先頭に立つと最後はコロネットに2馬身1/4差をつけ、GIレース2連勝を果たした。この結果を受けてブックメーカー各社は凱旋門賞の1番人気に浮上することになった。
迎えた凱旋門賞では、連覇を狙う前年の覇者エネイブル、フランスの芝2,400mの重賞を4連勝中、前哨戦のフォワ賞も勝利してきたGI2勝馬ヴァルトガイストに次いで3番人気に推された。レースではいつも通り最後方から前に構えたエネイブルらを見る形で進んでいく。お終いから2番手で直線に入ると残り300m地点で前が壁になるも馬群を縫って外へ追い出すと目の覚めるような豪脚を披露。残り100m地点でも先頭のエネイブルとは3馬身程の距離があったが最終的にはエネイブルと短クビ差の2着となった。
その後は年内休養となり、翌4歳シーズンも現役続行となる。2019年6月19日のプリンスオブウェールズステークスで復帰したがクリスタルオーシャンの5着に終わる。その後、重度の疝痛を発症したため現役を引退することになったが、7月22日に疝痛のため死亡した。

## 競走成績
以下の内容は、Racing Post、Sky Sports Horse Racing、Timeformの情報に基づく。
| 出走日     | 競馬場           | 競走名                                          | 格 | 距離（馬場） | 着順 | 騎手     | 斤量（st./kg換算） | タイム  | 着差          | 1着（2着）馬         |
| ---------- | ---------------- | ----------------------------------------------- | -- | ------------ | ---- | -------- | ------------------ | ------- | ------------- | -------------------- |
| 2018.04.18 | ニューマーケット | 未勝利                                          |    | 芝8f (Gd)    | 2着  | J.ドイル | 9-0（57）          |         | （nk）        | Ceilidhs Dream       |
| 0000.05.19 | ニューベリー     | フィリーズトライアルステークス                  | L  | 芝10f (GF)   | 1着  | J.ドイル | 9-0（57）          | 2:09.33 | 2馬身         | （Athena)            |
| 0000.06.14 | ニューベリー     | ジョニー・ルイス記念ブリティッシュEBFステークス | L  | 芝10f (GF)   | 1着  | J.ドイル | 9-3（58.5）        | 2:06.00 | 2馬身         | （Mrs Sippy）        |
| 0000.07.21 | カラ             | 愛オークス                                      | G1 | 芝12f (GF)   | 1着  | J.ドイル | 9-0（57）          | 2:32.54 | nk            | （Forever Together） |
| 0000.08.23 | ヨーク           | ヨークシャーオークス                            | G1 | 芝12f (GF)   | 1着  | J.ドイル | 8-12（56）         | 2:30.44 | 2 1/4馬身     | （Coronet）          |
| 0000.10.07 | パリロンシャン   | 凱旋門賞                                        | G1 | 芝12f (Gd)   | 2着  | J.ドイル | 8-9（55）          |         | （nk）        | Eneble               |
| 2019.06.19 | アスコット       | プリンスオブウェールズステークス                | G1 | 芝9f (Sft)   | 5着  | J.ドイル | 8-11（56）         |         | （6 3/4馬身） | Crystal Ocean        |

- 馬場状態： Fm=Firm, GF=Good to Firm, Gd=Good, GS=Good to Soft, Y=Yielding, Sft=Soft, Hy=Heavy
- 着差：dht=dead heat（同着）, nse=nose（ハナ）, shd=short head（短頭）, hd=head（アタマ）, nk=neck（クビ）, l=length（馬身）, dist=distance（大差）

## 血統表
| シーオブクラスの血統       | シーオブクラスの血統         | シーオブクラスの血統 | （血統表の出典）   | （血統表の出典） |
| 父系                       | ダンジグ系                   | ダンジグ系           | ダンジグ系         |                  |
| 父 Sea The Stars 2006 鹿毛 | 父の父Cape Cross 1994 黒鹿毛 | Green Desert         | Danzig             | Danzig           |
| 父 Sea The Stars 2006 鹿毛 | 父の父Cape Cross 1994 黒鹿毛 | Green Desert         | Foreign Courier    |                  |
| 父 Sea The Stars 2006 鹿毛 | 父の父Cape Cross 1994 黒鹿毛 | Park Appeal          | Ahonoora           | Ahonoora         |
| 父 Sea The Stars 2006 鹿毛 | 父の父Cape Cross 1994 黒鹿毛 | Park Appeal          | Balidaress         |                  |
| 父 Sea The Stars 2006 鹿毛 | 父の母Urban Sea 1989 栗毛    | Miswaki              | Mr. Prospector     | Mr. Prospector   |
| 父 Sea The Stars 2006 鹿毛 | 父の母Urban Sea 1989 栗毛    | Miswaki              | Hopespringseternal |                  |
| 父 Sea The Stars 2006 鹿毛 | 父の母Urban Sea 1989 栗毛    | Allegretta           | Lombard            | Lombard          |
| 父 Sea The Stars 2006 鹿毛 | 父の母Urban Sea 1989 栗毛    | Allegretta           | Anatevka           |                  |
| 母 Holy Moon 2000 鹿毛     | 母の父Hernando 1990 鹿毛     | Niniski              | Nijinsky           | Nijinsky         |
| 母 Holy Moon 2000 鹿毛     | 母の父Hernando 1990 鹿毛     | Niniski              | Virginia Hills     |                  |
| 母 Holy Moon 2000 鹿毛     | 母の父Hernando 1990 鹿毛     | Whakilyric           | Miswaki            | Miswaki          |
| 母 Holy Moon 2000 鹿毛     | 母の父Hernando 1990 鹿毛     | Whakilyric           | Lyrism             |                  |
| 母 Holy Moon 2000 鹿毛     | 母の母Centinela 1992 栗毛    | Caerleon             | Nijinsky           | Nijinsky         |
| 母 Holy Moon 2000 鹿毛     | 母の母Centinela 1992 栗毛    | Caerleon             | Foreseer           |                  |
| 母 Holy Moon 2000 鹿毛     | 母の母Centinela 1992 栗毛    | New Generation       | Young Generation   | Young Generation |
| 母 Holy Moon 2000 鹿毛     | 母の母Centinela 1992 栗毛    | New Generation       | Madina             |                  |

- 母Holy Moonは現役時代にイタリアで走り12戦5勝[7]。
  - 繁殖牝馬として優秀な成績を挙げており、本馬の半姉にはチェリーコレクト[8]（2012年伊1000ギニー、伊オークス）、チャリティーライン[9]（2013年リディアテシオ賞、伊オークス）、ファイナルスコア[10]（2014年リディアテシオ賞、伊オークス）、Wordless[11]（伊G3ヴェルジェール賞）と4頭の重賞馬がいる。そのうちWordlessを除く3頭は日本に繁殖牝馬として輸入されており、チェリーコレクトの産駒にダイアナブライト（2021年クイーン賞）とサトノグランツ（2023年京都新聞杯、神戸新聞杯）がいる。
- 祖母の半姉にBright Generation[12]（1993年伊オークス）、その孫にハットトリック産駒Dabirsim（2011年モルニ賞、ジャン・リュック・ラガルデール賞）がいる。
- 4代母Madinaは1967年モルニ賞の勝ち馬で、孫にGreat Navigator[13]（1992年ホープフルステークス ）など。